# Spaanse aardslak
De Spaanse aardslak (Ambigolimax valentianus, synoniem: Lehmannia valentiana) is een slakkensoort uit de familie Limacidae. De wetenschappelijke naam van de soort werd, als Limax valentianus, gepubliceerd in 1822 door André Étienne d'Audebert de Férussac.

## Beschrijving
Uiterlijk is de Spaanse aardslak niet op gemakkelijke wijze te onderscheiden van andere leden van het geslacht, zoals A. parvipenis, waarmee het samen kan voorkomen. Net als andere leden van de Limacidae heeft hij een puntige staart en ligt het pneumostoom in de achterste helft van de mantel. Het meest voor de hand liggende kenmerk van een Ambigolimax-slak zijn vaak de twee parallelle, scherp gedefinieerde, donkere lijnen langs de mantel, soms met een dikkere, minder goed gedefinieerde lijn ertussen. Twee soortgelijke lijnen kunnen meer naar achteren langs de achterkant aan weerszijden van de middellijn liggen, maar bij sommige individuen kunnen al deze lijnen vaag of zelfs afwezig zijn. Anderen hebben nog meer stippen en gevlekte plekken met donkerder pigment. De dorsale kleur is meestal rozebruin, maar soms dof geelachtig of grijs, en alle schakeringen daartussenin. Oudere individuen zijn doorgaans geler met minder prominente lijnen maar meer prominente vlekken. Het slijm is kleurloos, transparant en waterig. Maximale lengte is ongeveer 8 cm.
De Spaanse aardslak leeft vooral van groene bladeren en scheuten, maar eet ook dierlijk materiaal en gevallen bladeren.

## Verspreiding
In een warm genoeg klimaat komt de soort voor in tuinen en andere leefgebieden waaronder bossen. Hij heeft zich over de hele wereld wijd verspreid en kan vooral bij de teelt in de glastuinbouw een plaag zijn.